# Rusayfa (distrikt)
Rusayfa, formellt Liwa ar-Rusayfa (arabiska: لواء الرصيفة), är ett distrikt i Jordanien. Det ligger i provinsen az-Zarqa, i den norra delen av landet, 12 km nordost om huvudstaden Amman.